# Propalticidae
Propalticidae jsou čeleď brouků z nadčeledi Cucojoidea.

## Taxonomie
- Rod Discogenia
- Rod Propalticus
  - Propalticus insularis  – Marshallovy ostrovy
  - Propalticus japonicus  – Japonsko
  - Propalticus kiuchii Sasaji, 1971
  - Propalticus oculatus Sharp, 1879 – Havaj, Samoa, Mikronésie